# Oxyopes kusumae
Oxyopes kusumae là một loài nhện trong họ Oxyopidae.
Loài này thuộc chi Oxyopes. Oxyopes kusumae được Pawan U. Gajbe miêu tả năm 1999.